# Список глав правительства Мальты

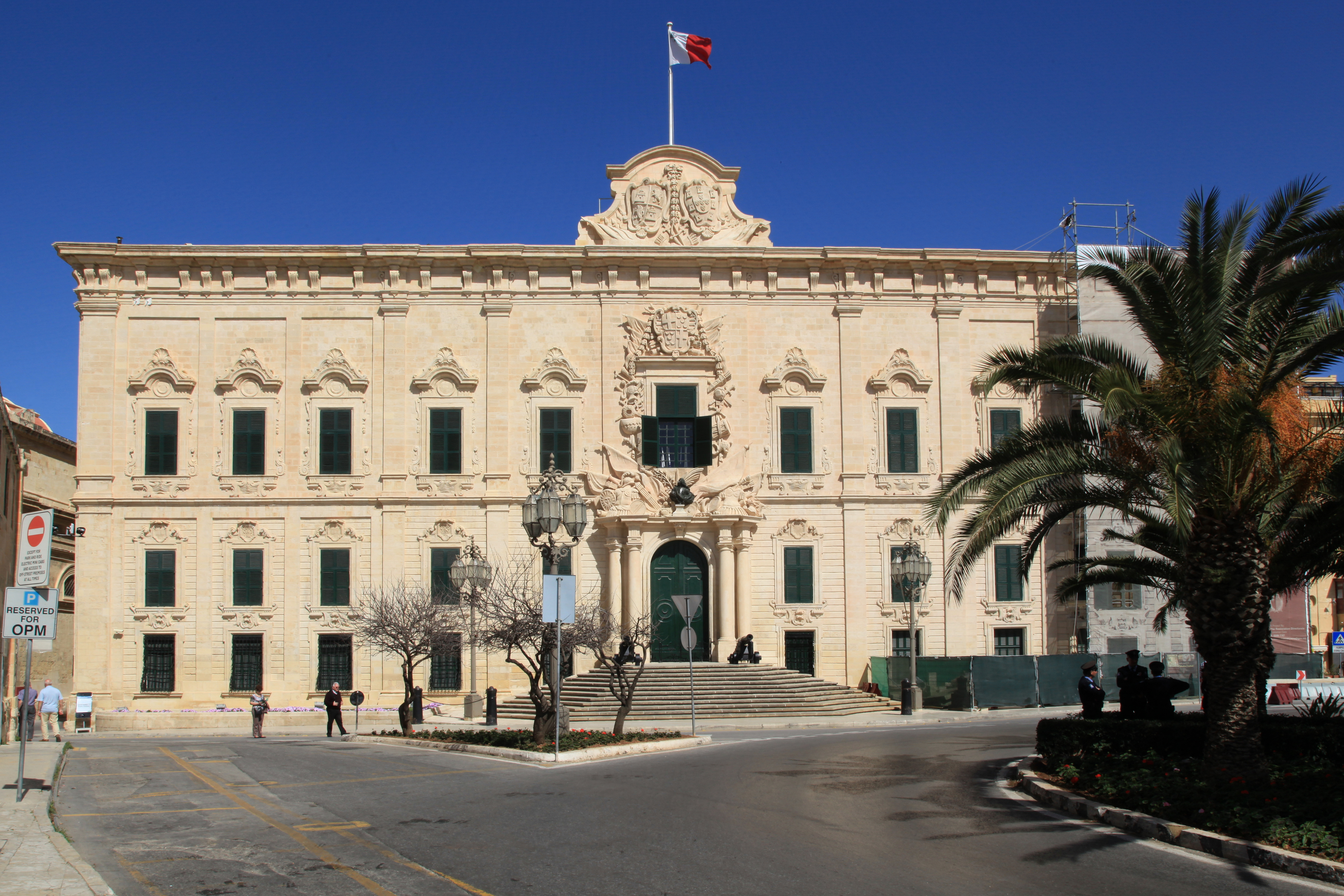
Кастильское подворье, резиденция премьер-министра

Список глав правительства Мальты включает лиц, возглавлявших правительство Мальты со времени его создания в 1921 году в рамках предоставления стране самоуправления британскими колониальными властями. В настоящее время главой правительства и исполнительной власти является Премьер-министр Мальты (англ. Prime Minister of Malta, мальт. Prim Ministru ta' Malta), который назначается президентом страны согласно соотношению политических сил в Палате представителей мальтийского парламента, таким образом обычно являясь лидером партии большинства, и должен заручиться поддержкой депутатов утверждения в должности.
Применённая в первом столбце таблиц нумерация является условной. Также условным является использование в первых столбцах цветовой заливки, служащей для упрощения восприятия принадлежности лиц к различным политическим силам без необходимости обращения к столбцу, отражающему партийную принадлежность. Последовательные периоды формирования правительства одним лицом (например, три кабинета Джорджа Борга Оливера в 1950—1955 годах) показаны раздельно. В столбце «Выборы» отражены состоявшиеся выборные процедуры, сформировавшие состав парламента, поддержавший возглавляемое персоной правительство.
Резиденцией премьер-министра является Кастильское подворье (фр. Auberge de Castille, дословно «кастильская таверна») в Валлетте, построенное госпитальерами в 1574 году.

## Мальта (самоуправляемая колония)
Впервые самоуправление было предоставлено Мальте британскими колониальными властями с введением в 1921 году конституции, дающей стране право формирования правительства во главе с главой министерства (англ. Head of Ministry). Действие этой конституции останавливалось дважды: сначала, в 1930—1932 годы, без упразднения местного правительства; в 1933 году с его упразднением, а в 1936 году, после изменений конституции, Мальта вновь перешла под прямое колониальное управление. Восстановление самоуправления и возобновление права формирования правительства произошло с принятием конституции 1947 года, по которой должность главы правительства и исполнительной власти стала именоваться премьер-министр Мальты (англ. Prime Minister of Malta, мальт. Prim Ministru ta' Malta). Действие конституции 1947 года также приостанавливалось на период с 1958 по 1962 годы.  
|                                                                                   | Портрет         | Имя (годы жизни) | Полномочия       | Полномочия                 | Партия                        | Выборы | Должность                                  | Пр.           |
| Начало                                                                            | Портрет         | Имя (годы жизни) | Окончание        |                            | Партия                        | Выборы | Должность                                  | Пр.           |
| --------------------------------------------------------------------------------- | --------------- | --- | ---------------- | -------------------------- | ----------------------------- | ------ | ------------------------------------------ | ------------- |
| 1                                                                                 |                 | Джозеф Ховард (1862—1925) англ. Joseph Howard | 26 октября 1921  | 13 октября 1923            | Мальтийский политический союз | 1921   | глава министерства англ. Heads of Ministry | [ 8 ]         |
| 2                                                                                 |                 | Франческо Бухаджир (1876—1934) мальт. Francesco Buhagiar | 13 октября 1923  | 22 сентября 1924           | Мальтийский политический союз | 1921   | глава министерства англ. Heads of Ministry | [ 9 ]         |
| 3 (I)                                                                             |                 | Уго Паскуале Мифсуд (1889—1942) мальт. Ugo Pasquale Mifsud | 22 сентября 1924 | 1 августа 1927             | Националистическая партия     | 1924   | глава министерства англ. Heads of Ministry | [ 10 ]        |
| 4                                                                                 |                 | Джеральд Пол Джозеф Каджетан Кармел Энтони Мартин Стрикленд, граф делла Катена, барон Стрикленд (1861—1940) англ. Gerald Paul Joseph Cajetan Carmel Antony Martin Strickland, 6th Count della Catena, 1st Baron Strickland | 9 августа 1927   | 21 июня 1932               | Конституциональная партия     | 1927   | глава министерства англ. Heads of Ministry | [ 11 ] [ 12 ] |
| 3 (II)                                                                            |                 | Сэр Уго Паскуале Мифсуд (1876—1934) мальт. Ugo Pasquale Mifsud | 21 июня 1932     | 2 ноября 1933              | Националистическая партия     | 1932   | глава министерства англ. Heads of Ministry | [ 10 ]        |
| Со 2 ноября 1933 года по 4 ноября 1947 года правительство Мальты не формировалось |                 | |                  |                            |                               |        |                                            |               |
| 5                                                                                 |                 | Пол Боффа (1890—1962) мальт. Pawlu Boffa | 4 ноября 1947    | 15 октября 1949            | Лейбористская партия          | 1947   | премьер-министр англ. Prime ministers      | [ 13 ] [ 14 ] |
|                                                                                   | 15 октября 1949 | Пол Боффа (1890—1962) мальт. Pawlu Boffa | 26 сентября 1950 | Мальтийская рабочая партия |                               | 1947   | премьер-министр англ. Prime ministers      | [ 13 ] [ 14 ] |
| 6                                                                                 |                 | Энрико Мицци (1885—1950) мальт. Enrico Mizzi | 26 сентября 1950 | 20 декабря 1950            | Националистическая партия     | 1950   | премьер-министр англ. Prime ministers      | [ 15 ]        |
| 7 (I—III)                                                                         |                 | Джордж Борг Оливер (1911—1980) мальт. George Borġ Olivier | 20 декабря 1950  | май 1951                   | Националистическая партия     | 1950   | премьер-министр англ. Prime ministers      | [ 16 ] [ 17 ] |
| 7 (I—III)                                                                         | май 1951        | Джордж Борг Оливер (1911—1980) мальт. George Borġ Olivier | декабрь 1953     | 1951                       | Националистическая партия     |        | премьер-министр англ. Prime ministers      | [ 16 ] [ 17 ] |
| 7 (I—III)                                                                         | декабрь 1953    | Джордж Борг Оливер (1911—1980) мальт. George Borġ Olivier | 11 марта 1955    | 1953                       | Националистическая партия     |        | премьер-министр англ. Prime ministers      | [ 16 ] [ 17 ] |
| 8 (I)                                                                             |                 | Доминик Минтофф (1916—2012) мальт. Duminku Mintoff | 11 марта 1955    | 26 апреля 1958             | Лейбористская партия          | 1955   | премьер-министр англ. Prime ministers      | [ 18 ] [ 19 ] |
| С 26 апреля 1958 года по 5 марта 1962 года правительство Мальты не формировалось  |                 | |                  |                            |                               |        |                                            |               |
| 7 (IV)                                                                            |                 | Джордж Борг Оливер (1911—1980) мальт. George Borġ Olivier | 5 марта 1962     | 21 сентября 1964           | Националистическая партия     | 1962   | премьер-министр англ. Prime ministers      | [ 16 ] [ 17 ] |

## Государство Мальта (1964—1974)
В 1964 году была провозглашена независимость Государства Мальта (англ. State of Malta, мальт. Stat ta’ Malta), входящего в Содружество наций во главе с монархом, которого на Мальте представлял губернатор и главнокомандующий на острове Мальта и его зависимых территориях (англ. Governor and Commander-in-Chief in and over the Island of Malta and its Dependencies, мальт. Gvernatur u Kap Kmandant tal-Gżira ta’ Malta u d-Dipendenzi Tagħha).
Королева Елизавета II как глава мальтийского государства первоначально правила с титулом Милостью Божьей, Соединённого Королевства Великобритании и Северной Ирландии и других Её Королевств и Территорий Королева, Глава Содружества, Защитница Веры (англ. By the Grace of God, of the United Kingdom of Great Britain and Northern Ireland and of Her other Realms and Territories Queen, Head of the Commonwealth, Defender of the Faith, мальт. Għall-Grazzja t’Alla tar-Renju Unit tal-Britannja l-Kbira u ta’ l-Irlanda ta’ Fuq u tar-Renji u t-Territorji l-Oħra Tagħha, Reġina, Kap tal-Commonwealth u Difenditriċi tal-Fidi), а с 18 января 1965 года — с титулом Милостью Божьей, королева Мальты и других Её Королевств и Территорий, глава Содружества (англ. By the Grace of God, Queen of Malta and of Her other Realms and Territories, Head of the Commonwealth, мальт. Għall-Grazzja t’Alla, Reġina ta’ Malta u tar-Renji u t-Territorji l-Oħra Tagħha, Kap tal-Commonwealth).
Конституция Мальты, принятая в 1964 году, действует до настоящего времени с рядом поправок, самой значительной из которых являлось провозглашение страны республикой в 1974 году.
|          | Портрет   | Имя (годы жизни)                                          | Полномочия       | Полномочия      | Партия                    | Выборы | Пр.           |
| Начало   | Портрет   | Имя (годы жизни)                                          | Окончание        |                 | Партия                    | Выборы | Пр.           |
| -------- | --------- | --------------------------------------------------------- | ---------------- | --------------- | ------------------------- | ------ | ------------- |
| 7 (IV—V) |           | Джордж Борг Оливер (1911—1980) мальт. George Borġ Olivier | 21 сентября 1964 | март 1966       | Националистическая партия | (1962) | [ 16 ] [ 17 ] |
| 7 (IV—V) | март 1966 | Джордж Борг Оливер (1911—1980) мальт. George Borġ Olivier | 21 июня 1971     | 1966            | Националистическая партия |        | [ 16 ] [ 17 ] |
| 8 (II)   |           | Доминик Минтофф (1916—2012) мальт. Duminku Mintoff        | 21 июня 1971     | 13 декабря 1974 | Лейбористская партия      | 1971   | [ 18 ] [ 19 ] |

## Республика Мальта (с 1974)
В 1974 году была провозглашена Республика Мальта (англ. Republic of Malta, мальт. Repubblika ta’ Malta), главой которой стал президент Мальты (англ. President of Malta, мальт. President ta' Malta). 
|             | Портрет          | Имя (годы жизни)                                                 | Полномочия      | Полномочия       | Партия                    | Выборы        | Пр.           |
| Начало      | Портрет          | Имя (годы жизни)                                                 | Окончание       |                  | Партия                    | Выборы        | Пр.           |
| ----------- | ---------------- | ---------------------------------------------------------------- | --------------- | ---------------- | ------------------------- | ------------- | ------------- |
| 8 (II—IV)   |                  | Доминик Минтофф (1916—2012) мальт. Duminku Mintoff               | 13 декабря 1974 | 18 сентября 1976 | Лейбористская партия      | (1971)        | [ 18 ] [ 19 ] |
| 8 (II—IV)   | 18 сентября 1976 | Доминик Минтофф (1916—2012) мальт. Duminku Mintoff               | 12 декабря 1981 | 1976             | Лейбористская партия      |               | [ 18 ] [ 19 ] |
| 8 (II—IV)   | 12 декабря 1981  | Доминик Минтофф (1916—2012) мальт. Duminku Mintoff               | 22 декабря 1984 | 1981             | Лейбористская партия      |               | [ 18 ] [ 19 ] |
| 9           |                  | Кармело Мифсуд Бонничи (1933—2022) мальт. Carmelo Mifsud Bonnici | 22 декабря 1984 | 1981             | Лейбористская партия      | 12 мая 1987   | [ 24 ] [ 25 ] |
| 10 (I—II)   |                  | Эдвард Фенек Адами (1934—) мальт. Edward Fenech Adami            | 12 мая 1987     | 22 февраля 1992  | Националистическая партия | 1987          | [ 26 ] [ 27 ] |
| 10 (I—II)   | 22 февраля 1992  | Эдвард Фенек Адами (1934—) мальт. Edward Fenech Adami            | 28 октября 1996 | 1992             | Националистическая партия |               | [ 26 ] [ 27 ] |
| 11          |                  | Альфред Сант (1948—) мальт. Alfred Sant                          | 28 октября 1996 | 6 сентября 1998  | Лейбористская партия      | 1996          | [ 28 ] [ 29 ] |
| 10 (III—IV) |                  | Эдвард Фенек Адами (1934—) мальт. Edward Fenech Adami            | 6 сентября 1998 | 12 апреля 2003   | Националистическая партия | 1998          | [ 26 ] [ 27 ] |
| 10 (III—IV) | 12 апреля 2003   | Эдвард Фенек Адами (1934—) мальт. Edward Fenech Adami            | 23 марта 2004   | 2003             | Националистическая партия |               | [ 26 ] [ 27 ] |
| 12 (I—II)   |                  | Лоренс Гонци (1953—) мальт. Lawrence Gonzi                       | 23 марта 2004   | 2003             | Националистическая партия | 10 марта 2008 | [ 30 ] [ 31 ] |
| 12 (I—II)   | 10 марта 2008    | Лоренс Гонци (1953—) мальт. Lawrence Gonzi                       | 11 марта 2013   | 2008             | Националистическая партия |               | [ 30 ] [ 31 ] |
| 13 (I—II)   |                  | Джозеф Мускат (1974—) мальт. Joseph Muscat                       | 11 марта 2013   | 3 июня 2017      | Лейбористская партия      | 2013          | [ 32 ] [ 33 ] |
| 13 (I—II)   | 3 июня 2017      | Джозеф Мускат (1974—) мальт. Joseph Muscat                       | 13 января 2020  | 2017             | Лейбористская партия      |               | [ 32 ] [ 33 ] |
| 14          |                  | Роберт Абела (1977—) мальт. Robert Abela                         | 13 января 2020  | 2017             | Лейбористская партия      | действующий   | [ 34 ] [ 35 ] |